# Савицький Степан
Савицький Степан (близько 1684—1751) — військовий канцелярист (1712), лубенський полковий писар (1714—1739).

## Біографія
Походив зі священичого роду на Лубенщині. Був членом кодифікаційної комісії, що опрацювала «Права, по которым судится малороссійскій народ» (1743).
1718 Савицький виконав українською переклад першої частини твору С. Твардовського «Woyna Domowa» (1681), надрукований пізніше у додатках до Літопису С. Величка (вид. Київ. Археографічної Комісії, т. IV, 1864).

## Нащадки
Нащадки Савицького були дідичами й освітніми діячами на Полтавщині й Чернігівщині до XX ст. З них Андрій Савицький (1811 — 1884), кролевецький дідич і діяч сел. реформи 1861, економіст і філософ; його небіж Микола Савицький (* 1867) — кролевецький предводитель дворянства (1896 — 1899) і голова Чернігівської губернської земської управи (з 1906), був чернігівським губернським старостою (1918) та помер на еміграції; син Миколи Петро Савицький (* 1895) — історик і соціолог, засновник т. зв. євразійської теорії, перебував на еміграції у Празі; 1945 заарештований радянською владою й депортований до СРСР, 1956 звільнений, але 1961 вдруге заарештований у Празі; подальша доля невідома.